# Катасіна

36°46′21″ пн. ш. 139°13′31″ сх. д. / 36.77250° пн. ш. 139.22528° сх. д.
Катасі́на (яп. 片品村, かたしなむら, МФА: [kataɕina muɾa]) — село в Японії, в повіті Тоне префектури Ґумма. Станом на 1 жовтня 2007 площа села становила 392,01 км². Станом на 1 серпня 2008 населення села становило 5090 осіб.